# Киріан Нвабуезе
Киріан Нвабуезе (англ. Kyrian Nwabueze, нар. 11 грудня 1992) — американський футболіст, нападник малайзійського клубу «Куала-Лумпур».
Виступав, зокрема, за клуб «Лачі».
Володар Кубка Вірменії.

## Ігрова кар'єра
Народився 11 грудня 1992 року.
У дорослому футболі дебютував 2013 року виступами за команду «Лос-Анджелес Місіонерос».
Згодом з 2014 по 2019 рік грав у складі команд «Бананц», «Лос-Анджелес Місіонерос», «Талса Рафнекс», «Арарат», «Ширак», «Гориця», «Победа» та «Дріта» (Г'їлані).
Своєю грою за останню команду привернув увагу представників тренерського штабу клубу «Лачі», до складу якого приєднався 2019 року. Відіграв за команду з Лачі наступні два сезони своєї ігрової кар'єри. Більшість часу, проведеного у складі «Лачі», був основним гравцем атакувальної ланки команди. У складі «Лачі» був одним з головних бомбардирів команди, маючи середню результативність на рівні 0,67 гола за гру першості.
До складу клубу «Куала-Лумпур» приєднався 2021 року. Станом на 10 січня 2022 року відіграв за клуб зі столиці Малайзії 1 матч в національному чемпіонаті.

## Статистика виступів

### Статистика клубних виступів
| Сезон              | Команда            | Чемпіонат          | Чемпіонат | Чемпіонат | Національний кубок | Національний кубок | Національний кубок | Континентальні кубки | Континентальні кубки | Континентальні кубки | Інші змагання | Інші змагання | Інші змагання | Усього | Усього |
| Сезон              | Команда            | Ліга               | Ігор      | Голів     | Ліга               | Ігор               | Голів              | Ліга                 | Ігор                 | Голів                | Ліга          | Ігор          | Голів         | Ігор   | Голів  |
| ------------------ | ------------------ | ------------------ | --------- | --------- | ------------------ | ------------------ | ------------------ | -------------------- | -------------------- | -------------------- | ------------- | ------------- | ------------- | ------ | ------ |
| лют.-apr. 2014     | «Бананц»           | ЧВ                 | 4         | 0         | КВ                 | 1                  | 0                  |                      | -                    | -                    |               | -             | -             | 5      | 0      |
| 2015               | «Талса Рафнекс»    | USL                | 23        | 5         | USOC               | 1                  | 0                  |                      | -                    | -                    |               | -             | -             | 24     | 5      |
| лют.-трав. 2016    | «Арарат»           | ЧВ                 | 11        | 1         |                    | -                  | -                  |                      | -                    | -                    |               | -             | -             | 11     | 1      |
| лип.-жовт. 2016    | «Арарат»           | ЧВ                 | 6         | 2         | КВ                 | 1                  | 0                  |                      | -                    | -                    |               | -             | -             | 7      | 2      |
| Усього за «Арарат» | Усього за «Арарат» | Усього за «Арарат» | 17        | 3         |                    | 1                  | 0                  |                      | -                    | -                    |               | -             | -             | 18     | 3      |
| лют.-лип. 2017     | «Ширак»            | ЧВ                 | 10        | 1         | КВ                 | 2                  | 2                  |                      | -                    | -                    |               | -             | -             | 12     | 3      |
| лип.-вер. 2017     | «Ширак»            | ЧВ                 | 0         | 0         | КВ                 | 0                  | 0                  | ЛЄ                   | 2                    | 0                    |               | -             | -             | 2      | 0      |
| Усього за «Ширак»  | Усього за «Ширак»  | Усього за «Ширак»  | 10        | 1         |                    | 2                  | 2                  |                      | 2                    | 0                    |               | -             | -             | 14     | 3      |
| вер. 2017–18       | «Гориця»           | ЧС                 | 9         | 5         | КС                 | 1                  | 0                  |                      | -                    | -                    |               | -             | -             | 10     | 5      |
| 2018-січ. 2019     | «Победа»           | ЧМ                 | 14        | 6         | КМ                 | 1                  | 0                  |                      | -                    | -                    |               | -             | -             | 14     | 6      |
| січ.-лип. 2019     | «Дріта» (Г'їлані)  | ЧК                 | 12        | 7         | КК                 | 1                  | 0                  |                      | -                    | -                    |               | -             | -             | 13     | 7      |
| 2019–20            | «Лачі»             | ЧА                 | 31        | 24        | КА                 | 2                  | 1                  | ЛЄ                   | 2                    | 1                    |               | -             | -             | 35     | 26     |
| 2020–21            | «Лачі»             | ЧА                 | 15        | 7         | КА                 | 3                  | 4                  | ЛЄ                   | 2                    | 1                    |               | -             | -             | 19     | 12     |
| Усього за «Лачі»   | Усього за «Лачі»   | Усього за «Лачі»   | 46        | 31        |                    | 5                  | 5                  |                      | 4                    | 2                    |               | -             | -             | 55     | 38     |
| лип.-вер. 2021     | «Куала-Лумпур»     | ЧМ                 | 1         | 0         | КМ                 | ?                  | ?                  |                      | -                    | -                    |               | -             | -             | 1      | 0      |
| Усього за кар'єру  | Усього за кар'єру  | Усього за кар'єру  | 124       | 51        |                    | 13                 | 7                  |                      | 6                    | 2                    |               | -             | -             | 143    | 60     |

## Титули і досягнення

### Командні
- Володар Кубка Вірменії (1):

«Ширак»: 2016-2017
- Володар Кубка Малайзії (1):

«Куала-Лумпур»: 2021

### Особисті
- Кращий бомбардир Чемпіонату Албанії: 2019-2020 (24 м'ячі)